# Gustavo Leigh
Gustavo Leigh Guzmán (ur. 19 września 1920 w Santiago, zm. 29 września 1999 tamże) – generał armii chilijskiej.
Od 1971 do 1978 pełnił urząd szefa sztabu lotnictwa. 9 września 1973 razem z Augusto Pinochetem i Jose Toribio Merino podjął decyzję o dokonaniu w Chile zamachu stanu, stając się w ten sposób jednym z organizatorów puczu. Przewrót wojskowy został przez nich dokonany 13 września tego roku. Wówczas po obaleniu prokomunistycznego prezydenta Salvadora Allende Leigh wszedł w skład junty rządzącej Chile, lecz po kilku miesiącach wspólnie z Merino i innym członkiem junty – Cesarem Mendozą – zdecydował się oddać pełnię władzy Augusto Pinochetowi.